# العسكرية في جرينلاند

العلم الدنماركي على خريطة جرينلاند

الدفاع عن جرينلاند هو مسئولية مملكة الدنمارك. ليس لحكومة جرينلاند سيطرة مباشرة على الشئون العسكرية أو الخارجية في جرينلاند. بالنسبة لتاريخ جرينلاند، كانت هناك العديد من التغييرات فيما يتعلق بسئولية الدفاع عن جرينلاند وشعبها.
بينما يعتبر أن المناطق البحرية الاثنى عشر هي الأكثر أهمية في الدفاع عنها.  ومنذ بداية القرن الحادي والعشرين، كانت هناك زيادة كبيرة في التحديات. حيث تولت حكومة جرينلاند مسئوليات الشرطة والعدالة وحماية السواحل.

## تاريخ
تعود أصول التاريخ العسكري الدنماركي في جرينلاند إلى أوائل القرن الثامن عشر. ففي عام 1721، قام المبشر الدنماركي النرويجي هانز إيجيدي باستعمار المنطقة لأول مرة. وتمركز الجنود في جرينلاند لحماية المستعمرة الدنماركية من النهب والسرقة، خاصة ضد صيادي الحيتان الأجانب. انفصل الاتحاد بين الدنمارك والنرويج بعد قرن من الزمان في عام 1814، وأصبحت جرينلاند تحت الحكم الدنماركي الكامل.
منذ عام 1932، ظهرت القوات الجوية البحرية لأول مرة. وساهمت القوات الجوية بالتصوير الجوي لمعهد Geodætisk ، وهو معهد لرسم الخرائط تابع لوزارة الدفاع الدنماركية. ونُفذت جميع الأعمال العسكرية خلال أشهر الصيف، من مايو إلى سبتمبر، وبعد ذلك يتم نقل السفن إلى أيسلندا أو الدنمارك خلال أشهر الشتاء.
شاركت البحرية الدنماركية بنشاط في استكشاف جرينلاند من خلال الرحلات الاستكشافية حتى بداية الحرب العالمية الثانية. وكانت القوات المسلحة مسئولة أيضًا عن المسح ورسم الخرائط. واتخذت جرينلاند خطوتها الأولى نحو الاستقلال في عام 1953، عندما حصلت على التمثيل في البرلمان الدنماركي. "يتكون البرلمان من مجلس واحد لا يزيد عن مائة وتسعة وسبعين عضواً، يتم انتخاب عضوين منهم في جزر فارو وعضوين في جرينلاند."

## الحرب العالمية الثانية
بعد الاحتلال الألماني النازي للدنمارك (عملية فيزرأوبونغ) في 9 أبريل 1940، وقعت الدنمارك اتفاقية مع الولايات المتحدة للحفاظ على السيطرة على أراضي جرينلاند في أيدي الحلفاء. منحت اتفاقية Thulesag 1، الموقعة في 9 أبريل 1941، السلطة العسكرية الأمريكية للدفاع عن جرينلاند. المطارات والموانئ والتحصينات المضادة للطائرات والراديو ومواقع الأرصاد الجوية التي بنتها الولايات المتحدة. خشي الحلفاء أن تستخدم ألمانيا جرينلاند كقاعدة عمليات لشن هجمات على واشنطن العاصمة عبر القصف وهجمات الغواصات. كان دخول الولايات المتحدة في الحرب يعني أن جرينلاند ستصبح أكثر قيمة لجهود الحلفاء الحربية حيث تم استخدام المطارات والموانئ في جرينلاند لروابط مهمة عبر المحيط الأطلسي. وبموجب اتفاقية Thulesag 1، وقعت هذه المرافق بالكامل تحت الولاية القضائية الأمريكية، في حين تم الحفاظ على السيادة الدنماركية على جرينلاند. وكان من المقرر أن تظل المعاهدة سارية المفعول حتى "تنتهي التهديدات الحالية للسلام والأمن في القارة الأمريكية" (المادة 10). دفع هذا الولايات المتحدة إلى بناء عدد من القواعد العسكرية خلال الحرب العالمية الثانية، بما في ذلك قاعدة ثول الجوية والمطارات والمستشفى العسكري. وتم التصديق على الاتفاقية أخيراً من قبل البرلمان الدنماركي بعد انتهاء الحرب في 16 مايو 1945. بحلول نهاية الحرب العالمية الثانية، قامت الولايات المتحدة ببناء أو توسيع 17 منشأة في أنحاء جرينلاند، بما في ذلك القواعد الجوية بما في ذلك نارسارسواك وكانجيرلوسواك. كإجراء مضاد ضد الألمان، تم إنشاء خدمة دورية دائمة مع كلاب زلاجات مع سيريوس باترول، والتي لا تزال موجودة حتى اليوم. وقع الهجوم الأول ضد الألمان في 13 مايو 1943، عندما واجه أعضاء دورية الطقس الألمانية دورية الطقس الألمانية؛ قُتل عريف دنماركي خلال المعركة. وقعت معركة ثانية في 22 أبريل 1944. توقفت دورية الزلاجات في جرينلاند عن العمل بعد نهاية الحرب. في عام 1953، تم تسمية وحدة جديدة للكلاب باسم سيريوس باترول، على اسم سيريوس "نجم الكلاب" اللامع في كوكبة الكلب الأكبر. كما شارك الأمير فريدريك، أمير الدنمارك، في رحلة سيريوس الاستكشافية في الفترة من 11 فبراير إلى 31 مايو 2000.

## فترة ما بعد الحرب العالمية الثانية
بعد الحرب العالمية الثانية، عادت سيادة جرينلاند والدفاع عنها مرة أخرى إلى الدنمارك. ظلت الولايات المتحدة مهتمة بوجود عسكري دائم بالجزيرة بسبب التوترات المتزايدة للحرب الباردة. ومع ذلك، كان من المتوقع أن تظل جرينلاند تحت السيطرة الدنماركية. رفضت الحكومة الدنماركية عرض الولايات المتحدة لشراء جزيرة جرينلاند.

## الحرب الباردة
بما أن أقاليم ما وراء البحار، مثل جرينلاند، لا يمكن حمايتها من قبل تحالف الدفاع الإسكندنافي، فكان متوقعاً اندماج الدنمارك ضمن حلف شمال الأطلسي. في عام 1949، فتحت فرص جديدة لكلا البلدين مع انضمام الدنمارك إلى التحالف العسكري. وكانت الولايات المتحدة تأمل في حل مسألة الوجود البحري من خلال المفاوضات المتعددة الأطراف. ومع ذلك، رأت الدنمارك نفسها في وضع يسمح لها بالتحايل على الاتفاقيات مع القوة العظمى الأمريكية، والتي كانت تقوم فقط على المفاوضات الثنائية، وضمان سيادة جرينلاند في المستقبل. في 27 أبريل 1951، تم التوقيع على Thulesag 2. وهذا يعني أن الولايات المتحدة ستساعد الدنمارك في الدفاع الضروري عن جرينلاند ضمن إطار حلف شمال الأطلسي. ولهذا الغرض، كان من المقرر إنشاء المزيد من القواعد العسكرية الأمريكية. ضمنت الفقرة 3 من المادة 5 للولايات المتحدة وقواتها حرية العمل غير المقيدة بين هذه القواعد، في البر والجو والبحر، في جميع أنحاء الأراضي الوطنية. وتلزم المادة 6 الولايات المتحدة "بإظهار الاحترام الواجب لجميع الأنظمة والعادات التي تؤثر على سكان وإدارة جرينلاند". تم تطوير القاعدة الجوية العسكرية في نارسارسواك إلى قاعدة مشتركة للقوات الدنماركية والأمريكية.
في نهاية عام 1953، سر محطة الأرصاد الجوية 140 كـم (87 ميل) من قاعدة الجيش في كانجرلوسواك. وقد قامت القوات الأمريكية ببناء المحطة دون علم أو إذن الحكومة الدنماركية.
ومع ذلك، في 15 مارس 1954، بدأ توسيع قاعدة ثول الجوية. وشمل ذلك تركيب نظام دفاع جوي من الجيل الجديد مزود بأسلحة نووية. وتضمن التوسع أيضاً إعادة التوطين القسري لسكان الإنويت المحليين.

## التغييرات من 2008 إلى 2009
تم إجراء استفتاء على قانون الحكم الذاتي في جرينلاند في 25 نوفمبر 2008. وصوتت أغلبية كبيرة بلغت 75.5% لصالح الحكم الذاتي الموسع. ويُنظر إلى القانون على أنه خطوة نحو الاستقلال الكامل عن الدنمارك في المستقبل. وفي 21 يونيو 2009، دخل اتفاق موسع حيز التنفيذ بشأن الحكم الذاتي. بقيت السياسة الخارجية والدفاعية فقط ضمن المسئولية الدنماركية. تولت حكومة جرينلاند مسؤوليات الشرطة والعدالة وحماية السواحل. تشمل تلك التي تؤثر على توفير البحرية ما يلي:
- سوف تحصل حكومة جرينلاند على قدر كبير من الاستقلال في تحديد شئونها الخارجية.
- لن يتم بعد الآن ربط العديد من جوانب سياسة الشئون الخارجية بالسياسة الدنماركية.
- سيتم نقل السيطرة على خفر السواحل الجرينلاندي العسكري إلى حكومة جرينلاند.
- ستتولى حكومة جرينلاند السيطرة على الشرطة، بما في ذلك إطلاق سيارات الشرطة المدربة حالياً لمساعدة الجيش في قيادة جزيرة جرينلاند.

## التحديات الأخيرة
هناك العديد من التحديات الجديدة التي يتعين على جرينلاند مواجهتها اليوم. طرق بحرية جديدة تمر عبر جرينلاند وتتطلب حماية خاصة. قد يؤدي ذوبان الغطاء الجليدي إلى زيادة توافر المواد الخام التي يجب حمايتها. إن احتمال نشوب صراع عسكري في جرينلاند أمر غير مرجح. ومع ذلك، فإن الدفاع ذو الصلة في منطقة القطب الشمالي يقع في صميم أولويات الدفاع الدنماركية. يعتمد الوجود البحري للبلاد وأنشطتها على العلاقات الوثيقة مع السكان المحليين والسلطات في كل من جرينلاند وجزر فارو. ومما لا شك فيه أنه من المهم بالنسبة للوجود المستقبلي للقوات المسلحة الدنماركية في القطب الشمالي مواصلة تعزيز هذه العلاقة وتطويرها. ومن المرجح ألا تؤدي عواقب تغير المناخ إلى تحسين إمكانية الوصول إلى البحر فحسب، بل ستؤدي أيضاً إلى زيادة الاهتمام باستخراج الموارد الطبيعية، فضلاً عن النشاط العلمي والتجاري المكثف. كما أن هناك زيادة كبيرة في النشاط العسكري في المنطقة. وبناء على ذلك، فإن الأهمية الجيوسياسية للقطب الشمالي سوف تصبح ذات أهمية متزايدة في السنوات المقبلة.
يتم تعزيز الجهود العسكرية في القطب الشمالي من خلال:
- يستمر اتفاق القطب الشمالي المبرم في ديسمبر 2016، والذي يعزز جهود المراقبة والقيادة والسيطرة والاتصالات والعمليات في منطقة القطب الشمالي. ويمكن إعادة ترتيب أولويات المبادرات التشغيلية الجديدة في إطار الاتفاقية. تخصيص مبلغ سنوي قدره 120 مليون كرونة دانمركية للمبادرات، بإجمالي مبلغ 720 مليون كرونة دانمركية بعد ست سنوات. علاوة على ذلك، سيتم تخصيص إجمالي 235 مليون كرونة دانمركية من خلال اتفاقية الدفاع للمبادرات الإضافية التالية.
- معدات لمنع التلوث في المياه المحيطة بجرينلاند.
- زيادة التركيز على أساليب التعليم المختلفة. والقضايا المهمة الآن تتلخص في الاستعداد المدني والتعليم في حالات الطوارئ، فضلاً عن مشاريع أخرى مثل حرس جرينلاند.
- سيتم إجراء تقييمات الالتحاق الأولية بالتجنيد في جرينلاند للمتطوعين الذين يرغبون في الاشتراك في الخدمة الوطنية.
- خطط سفر مدعومة للمجندين الغرينلانديين للسفر إلى وطنهم.
- سيتم إنشاء المزيد من وظائف المتدربين لطلاب المدارس الثانوية فيما يتعلق بوحدات القوات المسلحة.
- مساهمة في رسم خريطة للمخطط الجليدي شمال خط عرض 62 درجة شمالاً وفي رسم خرائط الأراضي الجديدة لجرينلاند.
- ستقوم وزارة الدفاع بتمويل التكاليف التشغيلية لغرفة الراديو في راديو الطوارئ البحرية في جرينلاند.

تحل السفن البحرية الجديدة مهام حماية البيئة ومكافحة التلوث. تشير الأطراف إلى أنه سيتم إعادة النظر في مناقصة السفن الجديدة لمكافحة التلوث من أجل مواصلة دراسة الحل حيث يمكن للسفن العسكريةالجديدة، بالإضافة إلى مهامها العسكرية التشغيلية، عند الضرورة، حل مهام حماية البيئة ومكافحة التلوث. ليس لدى الدنمارك كيان محدد لخفر السواحل، حيث أن البحرية الملكية الدنماركية مسئولة عن تقديم الخدمات التي تقع عادة على عاتق خفر السواحل. وبالتالي، يتم استخدام البحرية من قبل وكالات مختلفة للقيام بعمليات البحث والإنقاذ، والمساعدة الملاحية، وحماية البيئة، وعمليات التفتيش على مصايد الأسماك، بالإضافة إلى المراقبة السيادية والبحرية. اليوم، تنقسم البحرية الدنماركية إلى السربين الأول والثاني. بينما يركز السرب الثاني على العمليات الخارجية، يتولى السرب الأول مسؤولية الشؤون الداخلية، والتي تشمل شمال المحيط الأطلسي (جرينلاند) وبحر الشمال (جزر فارو). وبالتالي، تقع المسئولية عن مهام خفر السواحل على عاتق مقر السرب الأول في فريدريكشافن، بالإضافة إلى القيادة القطبية المشتركة المنشأة حديثاً في نوك، جرينلاند (وزارة الدفاع الدنماركية 2011). تتولى القيادة القطبية الشمالية المشتركة مسؤولية الإشراف على جميع الأنشطة البحرية في المياه المحيطة بجرينلاند وجزر فارو بحيث تكون البحرية الدنماركية والسلطات المحلية على تنسيق وثيق في حالات الأزمات في أقصى الشمال.

## القوات المكلفة
يركز السرب الأول من البحرية الملكية الدنماركية بشكل أساسي على العمليات الوطنية في جزر فارو وجرينلاند وما حولها. اعتباراً من عام 2023، يتكون السرب الأول من:
- أربع ثيتيس ؛
- ثلاث كنود راسموسن؛
- اليخت الملكي HDMY Dannebrog (له دور ثانوي في المراقبة والإنقاذ البحري) [23]

بعد عام 2025، سيتم استبدال السفن من فئة Thetis بسفن من فئة MPV80 المخطط لها، والتي تم بناؤها بواسطة Odense Maritime Technology وSH Defense. ستدمج السفن الجديدة مفهوماً معيارياً يتيح تركيب مجموعات من الأنظمة المختلفة (لصيد الألغام أو زرع الألغام على سبيل المثال) على السفن الفردية حسب الحاجة.
تتولى القيادة القطبية الشمالية المشتركة للقوات المسلحة الدنماركية وشرطة جرينلاند مسئولية مشتركة عن البحث والإنقاذ في جرينلاند. بالإضافة إلى الوحدات البحرية، يستطيع مركز تنسيق الإنقاذ المشترك في جرينلاند (JRCC) استدعاء طائرات C-130J وتشالنجر 604 التابعة للقوات الجوية الملكية الدنماركية إذا كانت متاحة. تم تكليف الطائرة C-130J على وجه التحديد بإعادة إمداد القوات الدنماركية في جرينلاند. تم تكليف تشالنجر 604 أيضًا بالمساعدة في مهام المراقبة في منطقة القطب الشمالي ومنذ عام 2021 تتمركز طائرة واحدة بشكل دائم في كانجيرلوسواك.